# Arthur Steinwenter
Arthur Steinwenter (Graz, 21 de novembre de 1850 - 14 de desembre de 1939) va ser un historiador austríac. Va ser mestre a Graz i més tard va dirigir un institut a Marburg. És el pare de l'historiador del dret Artur Steinwenter (1888-1959).
A la seva obra Paedagogica Austriaca. Rückblicke eines alten Schulmannes («reflexions d'un vell mestre») del 1910 es posa com un mestre amb compromís capaç de criticar el sistema escolar del seu país. A més escriure unes obres científiques sobre la història de l'Emperi Romà i sobre la història política d'Àustria dels seglex XV a XVII.
Obres
- Paedagogica Austriaca: Rückblicke eines alten Schulmannes
- Versuch einer zusammenhängenden Darstellung des Stromsystems des obern Nils (1875)
- Beiträge zur Geschichte der Leopoldiner (1879)